# Renneville (Ardennes)
Renneville település Franciaországban, Ardennes megyében. Lakosainak száma 192 fő (2022. január 1.). Renneville Berlise, Rozoy-sur-Serre, Le Thuel, Fraillicourt, Seraincourt és Sévigny-Waleppe községekkel határos.

## Népesség
A település népessége az elmúlt években az alábbi módon változott:
| Lakosok száma | 325  | 248  | 206  | 212  | 206  | 213  | 203  | 199  | 198  | 192  |
|               | 1968 | 1982 | 1990 | 2006 | 2013 | 2015 | 2017 | 2019 | 2020 | 2022 |